# 田中敬一
田中 敬一（たなか としかず、1965年〈昭和40年〉2月16日 - ）は、ゲームミュージックの作曲家。『豪血寺一族』シリーズ、『餓狼伝説』のギース・ハワード、ライデンのテーマ曲などを作曲。別名義としてTARKUN、たーくん、でんちゅうなどがある。現在音楽は本業ではなくなったようだが、2023年には「レッツゴー!陰陽師」の再録に参加した。

## 来歴
1986年、株式会社SNK入社。長い付き合いとなるゲームクリエイター伊集桂子（現・田中桂子）とはここで顔を合わせている。KANATAやTARKUN名義で作曲、1992年同社を退社する。
1993年、株式会社アトラス入社。でんちゅう名義で作曲を行う。上述の伊集（ちゅうこ）と組んでの豪血寺一族シリーズ全曲の作曲を担当、1997年同社を退社する。
1998年、伊集が立ち上げた有限会社ノイズファクトリーに参加。本名の田中敬一名義で作曲を行う。
2000年、独立しスタジオアクア設立。独立後もノイズファクトリー開発作品の作曲をスタジオアクア名義で行い、2014年からは伊集とタッグを組みニコニコ動画にてノイズファクトリー公式のノイズチャンネルを配信する。2017年に廃業、作曲業からも引退する。
作曲以外に、豪血寺一族シリーズ、ガイアクルセイダーズなど複数作品で声優としても参加をしている。

## 主な作品
- アクエリアンエイジ ～東京ウォーズ～
- Another Time Another Leaf 鏡の中の探偵
- 怒シリーズ
  - 怒号層圏（怒II）
  - 怒III
- ASO II Last Guardian
- おんたま♪おんぷ島へん
- ガイアクルセイダーズ
- 餓狼伝説 宿命の闘い
- キング・オブ・ザ・モンスターズシリーズ
  - キング・オブ・ザ・モンスターズ
  - キング・オブ・ザ・モンスターズ2
- クイズ迷探偵ネオ&ジオ クイズ大捜査線パート2
- KOF MAXIMUM IMPACT
- 原始島
- 航空騎兵物語
- 豪血寺一族シリーズ
  - 豪血寺一族
  - 豪血寺一族2
  - 豪血寺外伝 最強伝説
  - グルーブオンファイト 豪血寺一族3
  - 新豪血寺一族 -闘婚- Matrimelee
  - 新・豪血寺一族 -煩悩解放-
  - 豪血寺一族 先祖供養
- ザ・スーパースパイ（SE）
- ストリートスマート
- 戦国伝承2001
- 脱獄 -Prisoners of War-
- タッチダウンフィーバー
- ドアラでWii
- 2020年スーパーベースボール
- ビーストバスターズ
- ファイティングサッカー
- プリンセスクラウン[注 1]
- ベースボールスターズ・プロフェッショナル
- メカナイズド・アタック
- メタルスラッグシリーズ
  - メタルスラッグ4
  - メタルスラッグ5
  - メタルスラッグアドバンス
  - メタルスラッグ（3D）
  - メタルスラッグ7
- 勇者30 SECOND
- レイジ・オブ・ザ・ドラゴンズ